# Тер-Мкртчян Альфред Айрапетович
Альфред Айрапетович Тер-Мкртчян (рос. Альфред Айрапетович Тер-Мкртчян, вірм. Ալֆրէդ Տէր-Մկրտչյան, нім. Alfred Ter-Mkrtychyan; нар. 19 березня 1971, Єреван, Вірменська РСР) — радянський та німецький борець греко-римського стилю вірменського походження, чемпіон та чотириразовий бронзовий призер чемпіонатів світу, чемпіон, срібний та чотириразовий бронзовий призер чемпіонатів Європи, срібний призер Олімпійських ігор. Майстер спорту СРСР з греко-римської боротьби.

## Життєпис
Народився в Єревані (за іншими даними у вірменсько-перській родині в Тегерані). Боротьбою почав займатися з 14 років у Москві. Був чемпіоном Європи 1990 року у складі молодіжної збірної СРСР. У складі головної команди Радянського Союзу виступав у 1991 році. Виступав за спортивний клуб «Динамо» Москва. Після розпаду СРСР спортсмен прийняв в 1992 році вірменське громадянство і переїхав до своїх батьків в США. Чемпіон СНД 1992 року. У складі Об'єднаної команди виступив на літніх Олімпійських іграх 1992 року в Барселоні. У фіналі тієї Олімпіади боровся проти норвезького борця Йона Реннінгена, вів з рахунком 1-0, але за секунду до завершення поєдинку упустив перемогу, дозволивши супротивнику заробити два бали.
У 1993 році вірменський борець прийняв запрошення товариша по збірній СНД Аравата Сабєєва і переїхав на проживання до Німеччини. В цьому ж році Тер-Мкртчян прийняв німецьке громадянство. З 1993 по 2002 рік виступав за збірну команду цієї країни.
Виступав за спортивні клуби «VfK 07 Schifferstadt» Шифферштадт, «KSV Köllerbach» Пюттлінген. Тренер — Франк Гартманн.
Завершив спортивну кар'єру в 2004 році.
У січні 2017 року очолив збірну Швейцарії з греко-римської боротьби.

## Нагороди
У 2015 році Альфред Тер-Мкртчян у зв'язку з 25-річчям Національного олімпійського комітету Вірменії був нагороджений орденом цієї організації.

## Спортивні результати на міжнародних змаганнях

### Виступи на Олімпіадах
| Змагання                    | Збірна            | Вагова категорія                 | Місце  |
| --------------------------- | ----------------- | -------------------------------- | ------ |
| Літні Олімпійські ігри 1992 | Об'єднана команда | греко-римська боротьба, до 52 кг | Срібло |
| Літні Олімпійські ігри 1996 | Німеччина         | греко-римська боротьба, до 52 кг | 9      |
| Літні Олімпійські ігри 2000 | Німеччина         | греко-римська боротьба, до 54 кг | 5      |

### Виступи на Чемпіонатах світу
| Змагання                        | Збірна    | Вагова категорія                 | Місце  |
| ------------------------------- | --------- | -------------------------------- | ------ |
| Чемпіонат світу з боротьби 1993 | Німеччина | греко-римська боротьба, до 52 кг | Бронза |
| Чемпіонат світу з боротьби 1994 | Німеччина | греко-римська боротьба, до 52 кг | Золото |
| Чемпіонат світу з боротьби 1995 | Німеччина | греко-римська боротьба, до 52 кг | Бронза |
| Чемпіонат світу з боротьби 1997 | Німеччина | греко-римська боротьба, до 54 кг | Бронза |
| Чемпіонат світу з боротьби 1999 | Німеччина | греко-римська боротьба, до 54 кг | Бронза |
| Чемпіонат світу з боротьби 2001 | Німеччина | греко-римська боротьба, до 58 кг | 32     |
| Чемпіонат світу з боротьби 2002 | Німеччина | греко-римська боротьба, до 55 кг | 11     |

### Виступи на Чемпіонатах Європи
| Змагання                         | Збірна            | Вагова категорія                 | Місце  |
| -------------------------------- | ----------------- | -------------------------------- | ------ |
| Чемпіонат Європи з боротьби 1991 | СРСР              | греко-римська боротьба, до 52 кг | Бронза |
| Чемпіонат Європи з боротьби 1992 | Об'єднана команда | греко-римська боротьба, до 52 кг | Золото |
| Чемпіонат Європи з боротьби 1994 | Німеччина         | греко-римська боротьба, до 52 кг | Бронза |
| Чемпіонат Європи з боротьби 1995 | Німеччина         | греко-римська боротьба, до 52 кг | Срібло |
| Чемпіонат Європи з боротьби 1996 | Німеччина         | греко-римська боротьба, до 52 кг | Бронза |
| Чемпіонат Європи з боротьби 1998 | Німеччина         | греко-римська боротьба, до 58 кг | 6      |
| Чемпіонат Європи з боротьби 1999 | Німеччина         | греко-римська боротьба, до 54 кг | 10     |
| Чемпіонат Європи з боротьби 2000 | Німеччина         | греко-римська боротьба, до 54 кг | Бронза |

### Виступи на інших змаганнях
| Змагання                                                        | Збірна            | Вагова категорія                 | Місце  |
| --------------------------------------------------------------- | ----------------- | -------------------------------- | ------ |
| Золотий Гран-прі з боротьби 1990                                | СРСР              | греко-римська боротьба, до 52 кг | Срібло |
| Гран-прі Німеччини з боротьби 1990                              | СРСР              | греко-римська боротьба, до 52 кг | Срібло |
| Золотий Гран-прі з боротьби 1992                                | Об'єднана команда | греко-римська боротьба, до 52 кг | Золото |
| Гран-прі Німеччини з боротьби 1992                              | Об'єднана команда | греко-римська боротьба, до 52 кг | Золото |
| Гран-прі Німеччини з боротьби 1993                              | Німеччина         | греко-римська боротьба, до 52 кг | Золото |
| Гран-прі Німеччини з боротьби 1995                              | Німеччина         | греко-римська боротьба, до 52 кг | Золото |
| Тестовий турнір FILA 1998                                       | Німеччина         | греко-римська боротьба, до 58 кг | 7      |
| Чемпіонат світу з боротьби серед військовослужбовців 2001       | Німеччина         | греко-римська боротьба, до 58 кг | Золото |
| Гран-прі Німеччини з боротьби 2002                              | Німеччина         | греко-римська боротьба, до 55 кг | Золото |
| Гран-прі Німеччини з боротьби 2003                              | Німеччина         | греко-римська боротьба, до 55 кг | Бронза |
| Олімпійський кваліфікаційний турнір з боротьби 2004 (Новий Сад) | Німеччина         | греко-римська боротьба, до 55 кг | 15     |

### Виступи на змаганнях молодших вікових груп
| Змагання                                      | Збірна | Вагова категорія                 | Місце  |
| --------------------------------------------- | ------ | -------------------------------- | ------ |
| Чемпіонат Європи з боротьби серед молоді 1990 | СРСР   | греко-римська боротьба, до 52 кг | Золото |